# محافظة سورات ثاني
محافظة سورات ثاني (بالتايلاندية:สุราษฎร์ธานี) و(بالإنجليزية:Surat Thani) هي واحدة من محافظات تايلاند الخمس والسبعين تجاور محافظة تشومفون ومحافظة ناخون سي تاممارات ومحافظة كرابي ومحافظة فانغ نغا ومحافظة رانونغ

## التسمية
اسم سورات ثاني تم إعطاءة من قبل الملك راما السادس وهو يعني الناس الطيبين.

## الجغرافيا
سورات ثاني تعتبر أكبر المحافظات الجنوبية في تايلاند وهي تقع علي الشاطئ الشرقي لخليج تايلاند جغرافيا وسط المحافظة هو سهل ساحلي من نهر تابي وتتميز بوفرة جوز الهند والطماطم وفي غرب المحافظة يبرز الحجر الجيري تقع حديقة خاو سوك في شرق المحافظة وكثير من الجزر في خليج تايلاند تتبع للمحافظة بما في ذلك جزيرة كوساموي، إلى جانب ذلك، تضم المنطقة معالم طبيعية خلابة في البر الرئيسي، مثل منتزه خاو سوك الوطني وبحيرة تشيو لان.

## النقل
كونها أكبر المحافظات الجنوبية في تايلاند يخدم المحافظة مطارين الأول يقع في جزيرة كوساموي وهو مطار ساموي الدولي والمطار الثاني مطار سورات ثاني يخدم المحافظة.

## التقسيمات الادارية
تنقسم أكبر محافظات الجنوب الي 19 مقاطعة فرعية والتي بدورها تنقسم الي 131 بلدية و 1028 قرية.
| 1. سورة آل ثاني موينج 2. كانتشاناديت 3. ساك دون 4. جزيرة كوساموي 5. كو فا - نجان 6. تشايا 7. تشانا ثا 8. كاري رات ناخوم 9. بان تا كين 10. فانوم | 1. ثا تشانغ 2. غ بان سان 3. بان نا دوم 4. كان سا 5. وانج سا 6. فراساينج 7. فيافان 8. جا بوري 9. فييباندا |

## توأمة
لمحافظة سورات ثاني اتفاقيات توأمة مع:
- قوانغشي (6 يوليو 2011 - )

## أعلام
- سوثيب ثاوجسوبان